# Cladonia verticillaris
Cladonia verticillaris är en lavart som först beskrevs av Giuseppe Raddi, och fick sitt nu gällande namn av Elias Fries. Cladonia verticillaris ingår i släktet Cladonia och familjen Cladoniaceae.   Inga underarter finns listade i Catalogue of Life.